# Iris Szeghy
Iris Szeghy (* 5. März 1956 in Prešov) ist eine slowakisch-schweizerische Komponistin.

## Leben
Iris Szeghy stammt aus einer ungarischen Familie und wuchs in der Slowakei auf. Das Kompositionsstudium schloss sie 1989 an der Musikhochschule Bratislava mit einer Dissertation bei Ivan Hrušovský ab. Nach der Wende führten sie Stipendien- und Kompositionsaufenthalte in verschiedene Länder Europas und in die USA – unter anderem in die Akademie Schloss Solitude in Stuttgart, an die Hamburger Staatsoper, ins STEIM-Studio in Amsterdam, an die University of California in San Diego, in die Künstlerhäuser Worpswede bei Bremen, in die Künstlerhäuser Boswil, Willisau, Stein am Rhein in der Schweiz, in die Fundación Valparaiso in Mojácar in Spanien, in die Cité Internationale des Arts in Paris, in die Ateliers der Schweizer Stiftung Landis & Gyr in London und Budapest usw. Seit 2001 lebt und arbeitet Iris Szeghy als freischaffende Komponistin in Zürich.

## Werke
Szeghys Werkverzeichnis umfasst Orchester-, Kammermusik-, Solo- sowie Vokalwerke, die in Konzerten und Festivals weltweit aufgeführt werden. Kompositionsaufträge erhielt sie unter anderem von den Bratislava Musikfestspielen, dem Hilliard Ensemble, der Kulturstiftung Pro Helvetia, dem Musikpodium Zürich, dem Melos-Ethos Festival und von zahlreichen Ensembles und Musikern weltweit. 2016 vertrat sie die Schweiz (SGNM/ISCM Switzerland) an den ISCM World New Music Days in Tongyeong, Korea.

## Auszeichnungen
- 1994 Ján Levoslav Bella Musikpreis, Bratislava
- 2007 Kompositionspreis des Kantons Zürich
- 2010 Kunstpreis Zollikon, Schweiz
- 2014 Werkjahr der Stadt Zürich

## Tonträger
- 2001 Porträt-CD mit dem Ensemble SurPlus aus Freiburg i. Br.
- 2008 Porträt-CD in der Reihe Musiques Suisses/Grammont
- 2018 Porträt-CD mit dem Trio Sen Tegmento aus Bratislava